# Ней, Мишель Луи
Мишель Луи Феликс Ней, известный как Алоис, 2-й герцог Эльхингенский (фр. Michel Louis Félix Ney; 24 августа 1804, Париж — 14 июля 1854, Галлиполи) — французский дворянин, военный и политик.

## Биография
Родился 24 августа 1804 года в Париже. Второй сын наполеоновского маршала Мишеля Нея (1769—1815), 1-го герцога Эльхингенского (с 1808) и 1-го князя Москворецкого (с 1812), и Аглаи Луизы Огье (1782—1854). В 1815 году после смерти своего отца Мишель Ней унаследовал титул 2-го герцога Эльхингенского.
После смерти своего отца Алоис собрал многочисленные материалы, все из которых были направлены на опровержение обвинений, выдвинутых против маршала, и были сгруппированы вокруг трех основных тем: ссора Мишеля Нея с маршалами Сультом и Массеной во время Испанской войны, его роль в 1814 году и его отношение во время Сто дней. Эта документация хранится в коллекции Нея.

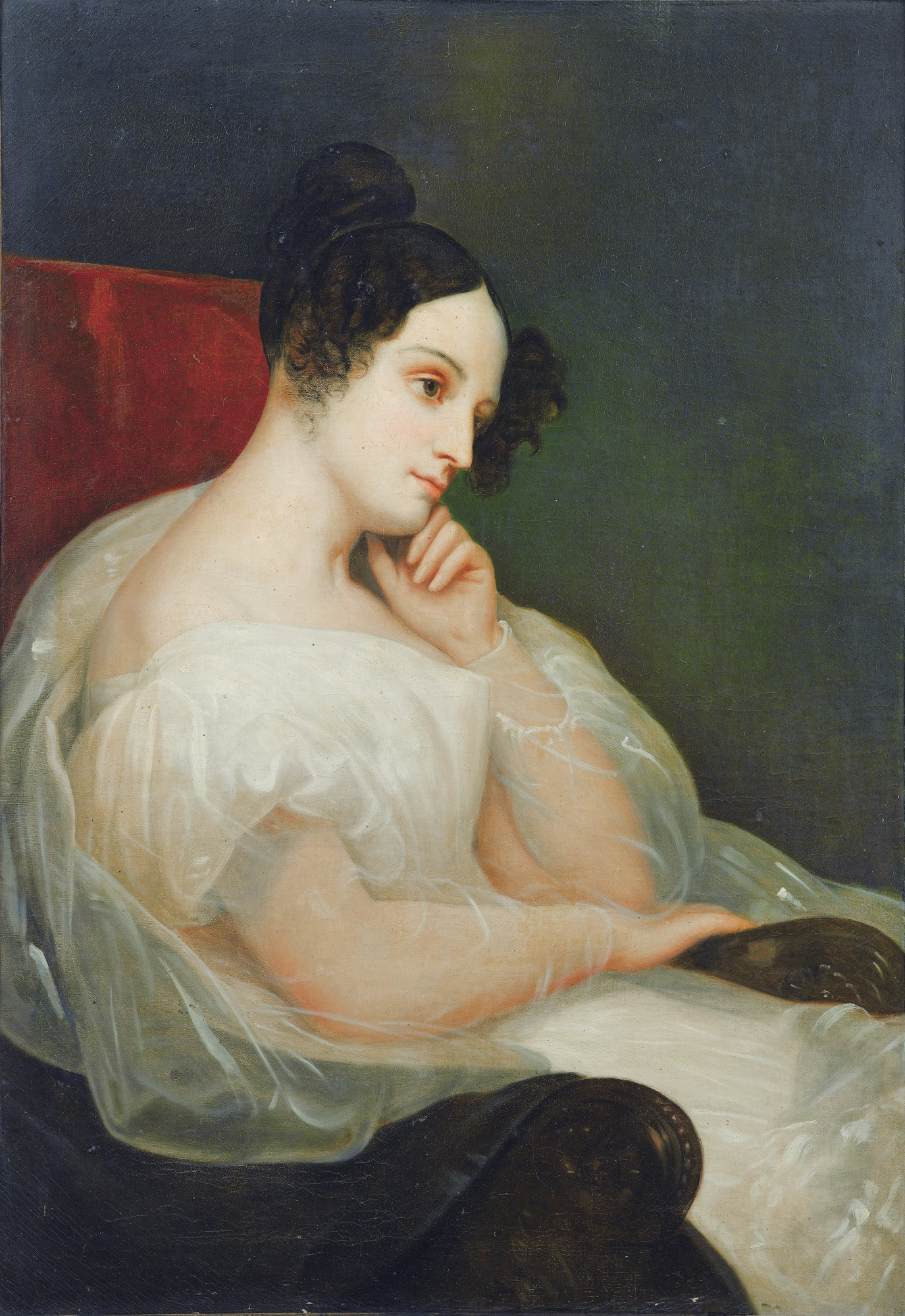
Мари-Жозефина Суам, герцогиня Эльхингенская, портрет При Шеффера, 1832 год

В 1822 году два старших сына маршала, Леон и Алоис, были приняты в Политехническую школу в Париже, но не смогли там остаться, поскольку отказались предоставить свидетельство о лояльности династии Бурбонов. Однако они не прекратили заниматься математикой. 1 сентября 1824 года королевским указом им было разрешено поступить на службу в шведскую армию. В ноябре 1824 года братья Леон и Алоис были приняты на шведскую службу в чине младших лейтенантов артиллерии, после сдачи экзамена. В мае 1826 года братья получили чины лейтенантов и стали ординарцами шведского кронпринца Оскара, сына бывшего маршала Бернадота и мужа Жозефины Лейхтенбергской.
В 1830 году после Июльской революции во Франции братья Леон Ней и Алоис Ней оставили шведскую службу и вернулись во Францию. В августе 1830 года Алоис Ней, ординарец военного министра Этьена Жерара, был назначен вторым капитаном в 1-й карабинерский полк. В июне 1837 года вместе с генералом Бодраном герцог Эльхингенский был отправлен королем Луи-Филиппом I со специальной миссией в Великобританию, чтобы поздравить королеву Викторию с её восшествием на престол.
В 1846 году Мишель Луи Феликс Ней был избран депутатом от департамента Па-де-кале. В 1849 году он присоединился к принцу Луи-Наполеону, который пожаловал ему генеральский чин.
Скончался от холеры в Галлиполи во время Крымской войны.

## Брак и потомки
19 января 1833 года в Париже Мишель Ней женился на Мари-Жозефине Суам (20 декабря 1801 — 1 июля 1889), дочери генерала Жозефа Суама и вдове Амеде, барона Бурдона де Ватри. У супругов было двое детей:
- Мишель-Алоис Ней (3 мая 1835 — 23 февраля 1881), 3-й герцог Эльхингенский
- Луиза-Элен Ней (3 апреля 1838 — 11 июля 1893), вышла замуж в Париже в декабре 1860 года за князя Николая Бибеско (1830—1890), сына господаря Валахии.